# Crowdsource (app)
Crowdsource, noto anche come Google Crowdsource, è una piattaforma di crowdsourcing di Google destinata a migliorare dei servizi attraverso la formazione dell'utente con diversi algoritmi.
Crowdsource è stato rilasciato per Android sul Google Play Store il 29 agosto 2016 ed è disponibile anche sul Web. Crowdsource include una serie di attività che gli utenti possono completare per migliorare i diversi servizi di Google. Tali attività includono la verifica dell'immagini, la valutazione del sentiment e la revisione della traduzione. Completandole, gli utenti forniscono a Google dei dati per migliorare servizi, come Google Maps, Google Translate e Android. Quando gli utenti completano le attività, ricevono i risultati e statistiche, badge e certificati, che monitorano i progressi.
Crowdsource è stato rilasciato su Google Play Store, senza pubblicità. Ha ricevuto recensioni contrastanti al momento del rilascio. Molte recensioni che affermano che la sua mancanza di ricompense monetarie è insolita, poiché piattaforme come Google Opinion Rewards, premiano gli utenti con crediti del Play Store.

## Caratteristiche
Crowdsource ha diverse task, ognuna delle quali fornisce a Google informazioni diverse che può utilizzare come dati di training per i suoi algoritmi di apprendimento automatico. Nella descrizione su Google Play, si fa riferimento a queste come "microtask" che dovrebbero richiedere "non più di 5-10 secondi" per essere completate.

### Task
Al lancio, l'applicazione Crowdsource per Android presenta agli utenti 5 diverse attività: trascrizione d'immagini, riconoscimento della grafia, traduzione, correzione della traduzione e della traduzione delle mappe. La versione più recente dell'app include 7 attività: traduzione, correzione della traduzione, correzione della traduzione delle mappe, riconoscimento della grafia, sentiment evaluation, punti di riferimento e trascrizione d'immagini.

#### Traduzione e revisione della traduzione
Le attività di traduzione (traduzione e revisione) sono segnalate solo agli utenti che hanno selezionato più di una lingua. Sebbene la revisione di Maps Translation non sia più una task nell'app Crowdsource per Android, gli utenti possono completare le attività di traduzione e revisione della traduzione. Viene presentata una traduzione all'utente in una delle lingue in cui si è giudicato fluente e l'app chiede loro di tradurla in un'altra lingua che parla correntemente. La revisione della traduzione agli utenti è un elenco di traduzioni inviate da altri utenti. Si chiede di giudicarle come corrette o errate in base alle proprie competenze. Tutte queste attività servono per migliorare le capacità di traduzione di Google, soprattutto Google Traduttore e qualsiasi altra app Google con contenuti tradotti, come Google Maps.

#### Trascrizione dell'immagine
La trascrizione dell'immagine consente agli utenti di selezionare una parola da un elenco di argomenti, per esempio "Baseball", quindi presenta all'utente un'immagine, ponendo la domanda "Il baseball può essere un'etichetta per questa immagine?". Gli utenti possono selezionare "Sì", "No" o "Salta" se non sono sicuri. I dati ottenuti vengono utilizzati per migliorare la lettura di testo all'interno delle immagini, come Google Street View.

#### Riconoscimento della scrittura
Il riconoscimento della scrittura a mano è basata sulla capacità di lettura degli utenti, i quali che leggono le parole scritte a mano e le trascrivono in testo. Il completamento di questa attività aiuta a migliorare la funzione di scrittura a mano della tastiera di Google.

#### Valutazione del sentimento
La valutazione richiesta all'utente è basata su varie recensioni e commenti. Si chiede loro di descrivere l'affermazione come "positiva", "neutra" o "negativa". In alternativa, gli utenti possono saltare una domanda se non sono sicuri. Queste valutazioni degli utenti di Crowdsource permettono di potenziare varie tecnologie basate sui consigli che Google utilizza su piattaforme come Google Maps, Google Play Store e YouTube.

#### Identificazione del punto di riferimento
Si chiede agli utenti di confermare se un punto di riferimento è visibile tra le immagini. Questa task è progettata per garantire che le attività commerciali e punti di riferimento siano riconoscibili su Google Maps. Questa task è stata completata.

### Achievements
Oltre alle tasks che gli utenti possono fare, l'app Crowdsource ha una sezione "Achievements" che mostra le statistiche e i badge che gli utenti guadagnano completando le tasks in Crowdsource.

#### Statistiche
Quando gli utenti contribuiscono a Crowdsource, l'app tiene traccia del loro numero totale di contributi, nonché di metriche come "voti positivi" che mostrano quante risposte di un utente sono congrue "con le risposte della comunità di Crowdsource" e anche "accurate". Mostra anche la percentuale delle risposte dell'utente, che sono state accettate come corrette.

#### Medaglie
Quando gli utenti completano le task, ricevono dei badge. Ci sono badge per ogni tipo di task e tengono traccia dei progressi di quella attività, come la revisione della traduzione o il completamento di una task offline oppure di una task segnalata con una notifica.

### Aggiornamenti
L'aggiornamento di aprile del 2018 includeva una nuova task "Acquisizione immagine" in cui gli utenti scattano foto, le taggano e possono caricarle su Crowdsource. Gli utenti possono scegliere di rendere open source le immagini, per condividerle con ricercatori e sviluppatori non esclusivi di Google. In un'intervista con Wired Magazine, Anurag Batra, un product manager di Google che guida il team di Crowdsource, ha affermato che i dati ottenuti dagli utenti che completano questa task di acquisizione d'immagini miglioreranno la ricerca d'immagini di Google, le app della fotocamera e Google Lens. L'ultimo aggiornamento aggiunge un pulsante "Indietro" per modificare la risposta precedente, ma questa modifica non è stata trasferita all'app Web.

## Piattaforme
Crowdsource è disponibile pure come sito web. Offre molte delle task presenti nell'app, come trascrizione d'immagini, traduzione e revisione della traduzione, ha una pagina in cui gli utenti possono visualizzare i risultati, come l'applicazione mobile. A differenza della versione Android, il sito web ha una task per la convalida delle didascalie delle immagini, ma non dispone delle attività di riconoscimento della grafia, valutazione del sentiment e acquisizione delle immagini. Il sito web di Crowdsource ospita un "Picture Quest Game", un minigioco dove due utenti vedono due immagini, ma solo una è stata condivisa ai due utenti. I due giocatori devono comunicare, interrogandosi e indagando su quale immagine è "condivisa" tra loro.

## Ricezione
Durante l'uscita, molti hanno trovato insolita la mancanza di ricompense economiche nell'app, a causa del fatto che Google ha un'app simile, Google Opinion Rewards, che offre crediti per Google Play Store, dopo aver completato dei sondaggi. Una recensione dell'agosto 2016 di Android Pit sostiene che "questa dipendenza dall'altruismo [è] un po' strana dato che Google ha già un'app, Google Opinion Rewards, che ha un incentivo finanziario per il feedback degli utenti. Funziona in modo diverso, ma non vedo perché non sia stato possibile applicare lo stesso modello di ricompensa". Le recensioni hanno espresso preoccupazione per questo modello, sostenendo che gli utenti sarebbero stati meno propensi a completare queste task senza ricompense, scrivendo che Crowdsource "fa affidamento sulla natura gentile dei suoi utenti" e si domanda "come mai gli utenti, che generalmente vogliono tutto gratis e senza pubblicità, rispondono e utilizzano l'app per lungo tempo? Perché valutano positivamente questa app, quando i risultati sono così nebulosi? "Una recensione di Wired ha condiviso preoccupazioni simili, scrivendo "nonostante Google sia aperto a discutere le sue motivazioni, sarà difficile per gli utenti sapere quale sostanziale differenza fanno i loro contributi".
Nella pagina delle domande frequenti su Crowdsource, Google risponde alla domanda "Sarò pagato per le mie risposte?". La loro risposta è questa: "No. Crowdsource è uno sforzo della comunità: ci affidiamo alla buona volontà degli utenti per migliorare la qualità dei servizi come Google Maps, Google Translate e altri, in modo che tutti nel mondo possano trarne un vantaggio". In una recensione dell'agosto 2016, CNET ha notato che l'affermazione di Google nella descrizione di Crowdsource, "Ogni volta che lo usi, sai di aver reso Internet un posto migliore per la tua comunità", non è accurata, affermando che Google non offre accesso gratuito ai dati di Google Maps e Google Translate. Una recensione di TechCrunch ha anche fatto notare che Crowdsource è "focalizzato esclusivamente sull'aiutare Google a migliorare i propri servizi", in contrasto con Amazon Mechanical Turk, che si concentra su attività di terze parti.